# Sonic the Fighters
Sonic the Fighters (у Північній Америці гру знають як Sonic Championship, за винятком Sonic Gems Collection версії) — перший файтинг у серії Sonic the Hedgehog. Гра вийшла на ігровому автоматі Sega Model 2B та Sega Saturn, який був скасований з невідомої причини. Входить у збірник Sonic Gems Collection для PlayStation 2 та GameCube.

## Сюжет
Доктор Роботник побудував базу Death Egg 2, але Сонік та Тейлз збираються зупинити його. Пізніше Сонік і Тейлз дізналися, що ракета зможе відвести тільки одного пасажира і щоб перемогти Роботник потрібно зібрати 8 Смарагдів Хаосу (зазвичай в іграх сім). Володар всіх смарагдів полетить на базу Death Egg 2 і битиметься з Метал Соніком і самим Роботником.

## Музика
Усього в грі звучить 24 пісні, композитори — Maki Morrow та Такенобу Міцуєсі. Участь у створенні музики брав музикант Юдзо Косіро [джерело?].

## Персонажі

### Ігрові
- Їжак Сонік (може трансформуватися в суперформу у фінальних матчах) на рівні: Giant Wing.
- Майлз «Тейлз» Прауер на рівні: Canyon Cruise.
- Єхидна Наклз на рівні: South Island.
- Емі Роуз на рівні: Flying Carpet.
- Хамелеон Еспіо на рівні: Mushroom Hill.
- Стрілець Фенг на рівні: Casino Night.
- Динаміт Бін на рівні: Dynamite Plant.
- Полярний ведмідь Барк на рівні: Aurora Icefield.

При битві між двома однаковими персонажами, суперник стає сірого кольору. Після перемоги над усіма вісьмома супротивниками (в режимі для 1 гравця) гравець повинен буде битися з Метал Соніком і Доктором Роботнік.
Так само планувалося включити в цю гру білку-летягу Рея і кішку Хані (за яку можна зіграти, зламавши пам'ять ROMa).